# دمج الأراضي

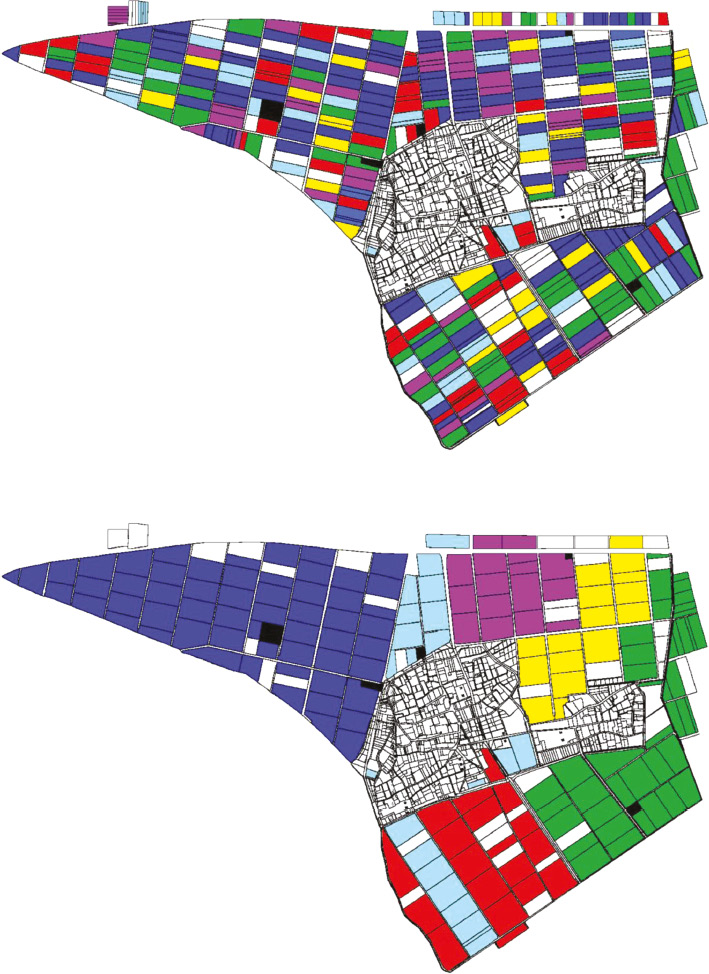

إن دمج الأراضي هو عبارة عن إعادة تقسيم وترتيب قطع الأراضي وحق ملكيتها. ويطبق في العادة لتشكيل حيازات أراضى على نطاق أوسع وأكثر عقلانية. يمكن لدمج الأراضي أن يستخدم لتحسين البنية التحتية الريفية، ولتنفيذ سياسات تنموية وبيئية (يعني تحسين الاستدامة البيئية والزراعة).